# Tour de Overijssel
El Tour de Overijssel (oficialmente: Ronde van Overijssel) son dos carreras ciclistas de un día neerlandesas que se disputan en Overijssel con inicio, varios pasos y final en Rijssen-Holten; en el mes en mayo. 
La primera fue creada en 1952 como amateur y comenzó a ser profesional en 1997, por ello la mayoría de ganadores han sido neerlandeses. Desde el 2005 forma parte del UCI Europe Tour, dentro de la categoría 1.2 (última categoría del profesionalismo). En el 2012, debido al 60.º aniversario, se disputó en dos etapas por lo que fue de categoría 2.2 (igualmente última categoría del profesionalismo pero para las carreras por etapas) volviendo a su formato habitual de etapa de un día en 2013. En 2014 se creó una carrera femenina de un día de similares acaracterísticas que se disputa un día antes de la masculina con su mismo nombre y de categoría 1.1.

## Palmarés

### Masculino
En amarillo, edición amateur.
| Año       | Ganador                     | Segundo               | Tercero               |
| --------- | --------------------------- | --------------------- | --------------------- |
| 1952      | Piet Smit                   | Daan de Groot         | Frans Mahn            |
| 1953      | Michel Stolker              | Piet Vermast          | Piet Waijboer         |
| 1954      | Mik Snijder                 | Joop van der Putten   | Willy Gramser         |
| 1955      | Michel Stolker              | Mattie van den Heuvel | Henk Klein            |
| 1956      | Coen Niesten                | Ben Teunisse          | Piet Damen            |
| 1957      | Piet Damen                  | Jo de Roo             | Jan van Vliet         |
| 1958      | Harry Scholten              | Antoon van der Steen  | Jan Rademakers        |
| 1959      | Bas Maliepaard              | Jan Janssen           | Mik Snijder           |
| 1960      | Jan Janssen                 | Ab Sluis              | Dick Groeneweg        |
| 1961      | Piet van der Horst          | Jack Mesters          | John Pluimers         |
| 1962      | Henk Cornelisse             | Cees Snepvangers      | Jacques van der Kloot |
| 1963      | Leo van Dongen              | Jan Pieterse          | Leo Hermens           |
| 1964      | Gerben Karstens             | Jos van der Vleuten   | Hennie Schouten       |
| 1965      | Ad van Kemenade             | Dignus Kosten         | Piet Braspennincx     |
| 1966      | Gerard Vianen               | Rini Wagtmans         | Chris Hoedelmans      |
| 1967      | Ted Blom                    | Wim Bravenboer        | René Pijnen           |
| 1968      | Jan Krekels                 | Piet Kettenis         | Mathieu Gerrits       |
| 1969      | Bart Solaro                 | Hennie van Zandbeek   | Wim Jansen            |
| 1970      | John Cornelissen            | Jan Bakker            | Bert Boom             |
| 1971      | Charles de Smit             | Henk Poppe            | Cees Swinkels         |
| 1972      | Jo van Pol                  | Piet van Katwijk      | Jacques Schuitemaker  |
| 1973      | Jan Aling                   | Fedor den Hertog      | Aad van den Hoek      |
| 1974      | Jan Lenferink               | Fons van Katwijk      | Henk Botterhuis       |
| 1975      | Wil van Helvoirt            | Henk Botterhuis       | Fons van Katwijk      |
| 1976      | Arie Hassink                | Jan Huisjes           | Piet Kuys             |
| 1977      | Frits Schur                 | Giel van der Sterren  | Bas van Lamoen        |
| 1978      | Herman Snoeijink            | Frits Pirard          | Bert Wekema           |
| 1979      | Arie Versluis               | Herman Snoeijink      | Wim Albersen          |
| 1980      | Herman Snoeijink            | Hans Vonk             | Maarten de Vos        |
| 1981      | Jan Feiken                  | Egbert Koersen        | Henk Mutsaars         |
| 1982      | Jos Alberts                 | Gerard Wittenberg     | Frans Plantaz         |
| 1983      | Jan Spijker                 | Henk Havik            | Jacques Van Der Poel  |
| 1984      | Jan Spijker                 | Peter Pieters         | Gert Jakobs           |
| 1985      | Eddy Schurer                | Frank Pirard          | Jan Siemons           |
| 1986      | Rob Harmeling               | Pierre Raas           | Fons Schootman        |
| 1987      | Tom Cordes                  | Arno Ottevanger       | Pierre Duin           |
| 1988      | John Vos                    | Rober van de Vin      | Raymond Meijs         |
| 1989      | Pierre Duin                 | Arthur van Dongen     | Erwin Kistemaker      |
| 1990      | Tristan Hoffman             | Anthony Theus         | Mario Gutte           |
| 1991      | Frank van Veenendaal        | Eric Naberman         | Erik Dekker           |
| 1992      | Tonnie Teuben               | Wietse Veenstra       | Pascal Appeldoorn     |
| 1993      | Martin van Steen            | Rik Rutgers           | Erwin Kistemaker      |
| 1994      | Bennie Gosink               | John den Braber       | Anthony Theus         |
| 1995      | Louis de Koning             | Rik Rutgers           | Niels van der Steen   |
| 1996      | Anthony Theus               | Rudie Kemna           | Gerard Kemper         |
| 1997      | Rudi Kemna                  | Michael van der Wolf  | Remco van der Ven     |
| 1998      | Tayeb Braikia               | Bart Boom             | Marcel Duijn          |
| 1999      | Wim van de Meulenhof        | Wally Buurstede       | Rik Reinerink         |
| 2000      | Bart Boom                   | Arno Bouten           | Mark Vlijm            |
| 2001      | No se disputó               | No se disputó         | No se disputó         |
| 2002      | Brett Lancaster             | Kenny van Hummel      | Arno Wallaard         |
| 2003      | Alain van Katwijk           | Piet Rooijakkers      | John Sulkers          |
| 2004      | Jens Mouris                 | Piet Rooijakkers      | Ruud Aerts            |
| 2005      | Arno Wallaard               | Arthur Farenhout      | Marco Bos             |
| 2006      | Peter Moehlmann             | Niki Terpstra         | Jos van Emden         |
| 2007      | Marco Bos                   | Takashi Miyazawa      | Hannes Blank          |
| 2008      | Robin Chaigneau             | Bobbie Traksel        | Tom Veelers           |
| 2009      | Kenny van Hummel            | Eric Baumann          | Theo Bos              |
| 2010      | Job Vissers                 | Andy Cappelle         | Dennis Smit           |
| 2011      | Wouter Haan                 | Jesper Asselman       | Martin Hunal          |
| 2012      | Reinardt Janse van Rensburg | Huub Duijn            | Wim Stroetinga        |
| 2013      | Tom Vermeer                 | Martin Mortensen      | Christoph Pfingsten   |
| 2014      | Dennis Coenen               | Coen Vermeltfoort     | Maurits Lammertink    |
| 2015      | Jeff Vermeulen              | Marco Zanotti         | Coen Vermeltfoort     |
| 2016      | Aidis Kruopis               | Joeri Stallaert       | Timothy Stevens       |
| 2017      | Nicolai Brøchner            | Bert Van Lerberghe    | Johim Ariesen         |
| 2018      | Piotr Havik                 | Harry Tanfield        | Max Kanter            |
| 2019      | Nils Eekhoff                | Martijn Budding       | Piotr Havik           |
| 2020-2021 | No se disputó               | No se disputó         | No se disputó         |
| 2022      | Coen Vermeltfoort           | Cameron Scott         | Joren Bloem           |
| 2023      | Coen Vermeltfoort           | Tim Torn Teutenberg   | Mārtiņš Pluto         |
| 2024      | Declan Trezise              | Oded Kogut            | Coen Vermeltfoort     |

### Femenino
| Año  | Ganadora       | Segunda          | Tercera        |
| ---- | -------------- | ---------------- | -------------- |
| 2014 | Lisa Brennauer | Kirsten Wild     | Nina Kessler   |
| 2015 | Lauren Kitchen | Natalie Van Gogh | Anouska Koster |

## Palmarés por países
| País         | Victorias |
| ------------ | --------- |
| Países Bajos | 64        |
| Dinamarca    | 2         |
| Sudáfrica    | 1         |
| Bélgica      | 1         |
| Lituania     | 1         |
| Australia    | 1         |

| País      | Victorias |
| --------- | --------- |
| Alemania  | 1         |
| Australia | 1         |